# Janina Niedźwiecka
Janina Niedźwiecka (ur. 20 stycznia 1922 w Irkucku, zm. 17 grudnia 2004 w Łodzi) – polska montażystka filmowa.

## Filmografia
jako autorka montażu:
- Miasto nieujarzmione (1950)
- Gromada (1951)
- Zemsta (1956)
- Ewa chce spać (1957)
- Żołnierz królowej Madagaskaru (1958)
- Lotna (1959)
- Walet pikowy (1960)
- Do widzenia, do jutra (1960)
- Historia żółtej ciżemki (1961)
- Gdzie jest generał... (1963)
- Sublokator (1966)
- Kochankowie z Marony (1966)
- Sami swoi (1967)
- Kierunek Berlin (1968)
- Hrabina Cosel (1968)
- Hrabina Cosel (1968) - serial
- Jak rozpętałem drugą wojnę światową (1969)
- Dziura w ziemi (1970)
- Wniebowzięci (1973)
- Sanatorium pod Klepsydrą (1973)
- Noce i dnie (1975)
- Noce i dnie (1977) - serial
- Sprawa Gorgonowej (1977)
- Rodzina Leśniewskich (1978) - serial
- Podróż do Arabii (1979)
- Aria dla atlety (1979)
- Rodzina Leśniewskich (1980)
- Pałac (1980)
- Królowa Bona (1980) - serial
- Wahadełko (1981)
- Limuzyna Daimler-Benz (1981)
- Epitafium dla Barbary Radziwiłłówny (1982)

## Odznaczenia i nagrody
19 stycznia 1955 na wniosek Ministra Kultury i Sztuki została odznaczona Medalem 10-lecia Polski Ludowej.
Laureatka Nagrody Przewodniczącego Komitetu ds. Radia i Telewizji I stopnia w 1978 za montaż serialu Noce i dnie.
Laureatka Nagrody za montaż filmów Pałac i Podróż do Arabii na Festiwalu Polskich Filmów Fabularnych w Gdańsku w 1980. 

## Śmierć
Zmarła w Łodzi, pochowana na cmentarzu komunalnym na Zarzewie (kwatera XXV-9-14). 